# HP-25

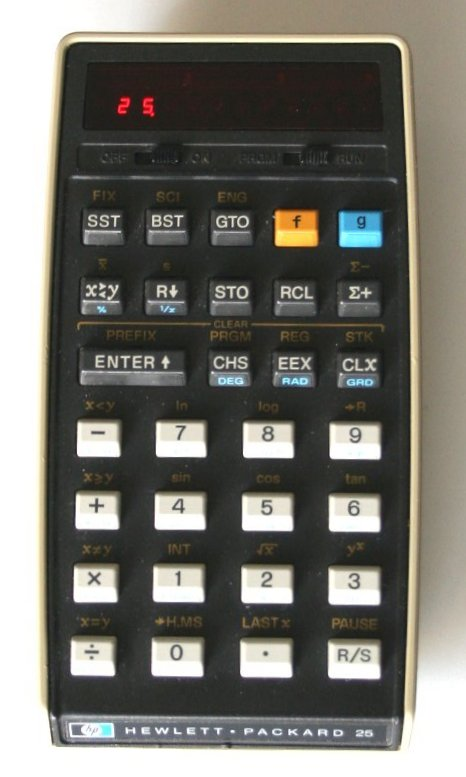
La HP-25.

La HP-25 fue una calculadora de mano programable científica y de ingeniería hecha por Hewlett-Packard entre 1975 y 1978. La HP 25 fue introducida como una alternativa barata, (US$195 MSRP), de la novedosa HP 65. .
Para reducir costos, la HP 25 omitió a lector de tarjeta magnética de la HP 65, así que tuvo que ser programada usando el teclado. Después de apagarla, el programa era perdido y, en caso de necesitarse de nuevo, tenía que ser mecanografiado otra vez. El modelo HP 25C, introducido en 1976, resolvió este defecto con el uso de memoria CMOS respaldada por batería, llamada memoria continua por HP.

## Descripción
Como todas las calculadoras tempranas de HP, la HP 25 usaba la Notación Polaca Inversa, Reverse Polish Notation (RPN), para los cálculos, trabajando con una pila o stack de cuatro niveles (x, y, z, t) como registros temporales de cálculos. Casi todos los botones tenían dos funciones alternas, a las que se accedía mediante el uso de una tecla de prefijo azul y otra amarilla. Mediante un pequeño interruptor deslizante se podía cambiar entre el modo de ejecución ("run") y el de programación ("program"). La HP 25 tenía una pantalla de diodos LED rojos de 10 dígitos y fue la primera calculadora en introducir la opción de exhibición de "ingeniería", un formato de mantisa/exponente donde el exponente es siempre un múltiplo de 3 para emparejar los prefijos comunes del SI, como por ejemplo, mega, kilo, mili, micro, nano.
La HP 25 tenía memoria para hasta 49 pasos de programa. Fue la primera calculadora de HP que utilizó códigos de tecla completamente combinados (almacenando tecla del prefijo y la tecla de función juntas en una posición de programa) para ahorrar espacio de memoria. Además, había 7 registros del almacenamiento y funciones científicas y estadísticas especializadas. El manual del propietario venía con 161 páginas en cuatro colores y contenía muchos ejemplos de programación matemáticos, científicos, de navegación y financieros.